# Drew Tal
Drew Tal in ebraico: דרור טולידאנו Dror Toledano (Haifa, 7 ottobre 1957) è un fotografo israeliano che vive e lavora a New York.
Le sue opere sono state esposte a livello internazionale e sono inoltre incluse nelle collezioni permanenti di musei come il Norton Museum of Art ed il New Britain Museum of American Art. Inoltre, sono presenti anche in collezioni al Ecole Internationale de New York, la J. Steinbecker collection, il Robbins, la Foreman and Gallery Swanstrom collections, Ur Arts & Culture Inc e nella Cooper Gallery collection.

## Primi anni
Nato nella città mediterranea di Haifa, Tal ha frequentato dapprima la Geula Elementary School (גאולה ספר בית), in seguito la Bosmat (ת"בסמ) ed infine ha studiato architettura, ingegneria ed interior design al Technion's Junior Technical College. Tra il 1976 ed il 1979 ha prestato servizio presso le Forze di difesa israeliane come comandante di carri armati con la 77th Armor Brigade nelle Alture del Golan, nella Penisola del Sinai, sulla Striscia di Gaza e sul Canale di Suez.

## Carriera
Nel 1981 Tal si è trasferito a New York dove ha lavorato nell'industria della moda dapprima come make-up artist per vari fotografi d'arte, e in seguito come manager e designer per Lynda Joy Couture dove ha cominciato la sua carriera di fotografo.
Tra il 1993 ed il 2005 ha lavorato come fotografo freelance d'arte, moda e fitness facendo vari servizi fotografici editoriali, campagne pubblicitarie per numerose riviste e case di moda ed ha anche eseguito varie pubblicazioni d'arte e fitness.
Dal 2005 Tal si è concentrato sulla sua arte e dal 2006 è stato rappresentato in tutto il mondo dalla Emmanuel Fremin Gallery, in Santa Fe dalla Carroll Turner Gallery ed NM e Mark Hachem Gallery a Parigi. I suoi lavori sono stati esposti in numerose gallerie d'arte e musei del mondo così come in varie fiere d'arte a New York, The Hamptons, Miami, West Palm Beach, Santa Fe, Dallas, Chicago oltre che in prestigiose fiere d'arte a Dubai, Hong-Kong, Istanbul, Toronto e Singapore.
Nel 2013 la sua serie di lavori dal titolo "Worlds Apart" è stata esibita in una singola mostra al Rezan Has Museum di Istanbul per la Biennale di Istanbul.
Nel 2015 "Worlds Apart" è stata esibita in una singola mostra al Mark Hachem Gallery in Parigi ed alla La Maison de la Photographie a Lilla.
Tal considera l'essere umano come il soggetto principale dei suoi lavori che ruotano attorno alla materia etnica, in particolare all'etnicità di facce ed occhi.
Ad oggi vive a Manhattan e divide il suo tempo tra le città di New York, Miami Beach e Nizza.

## Galleria d'immagini

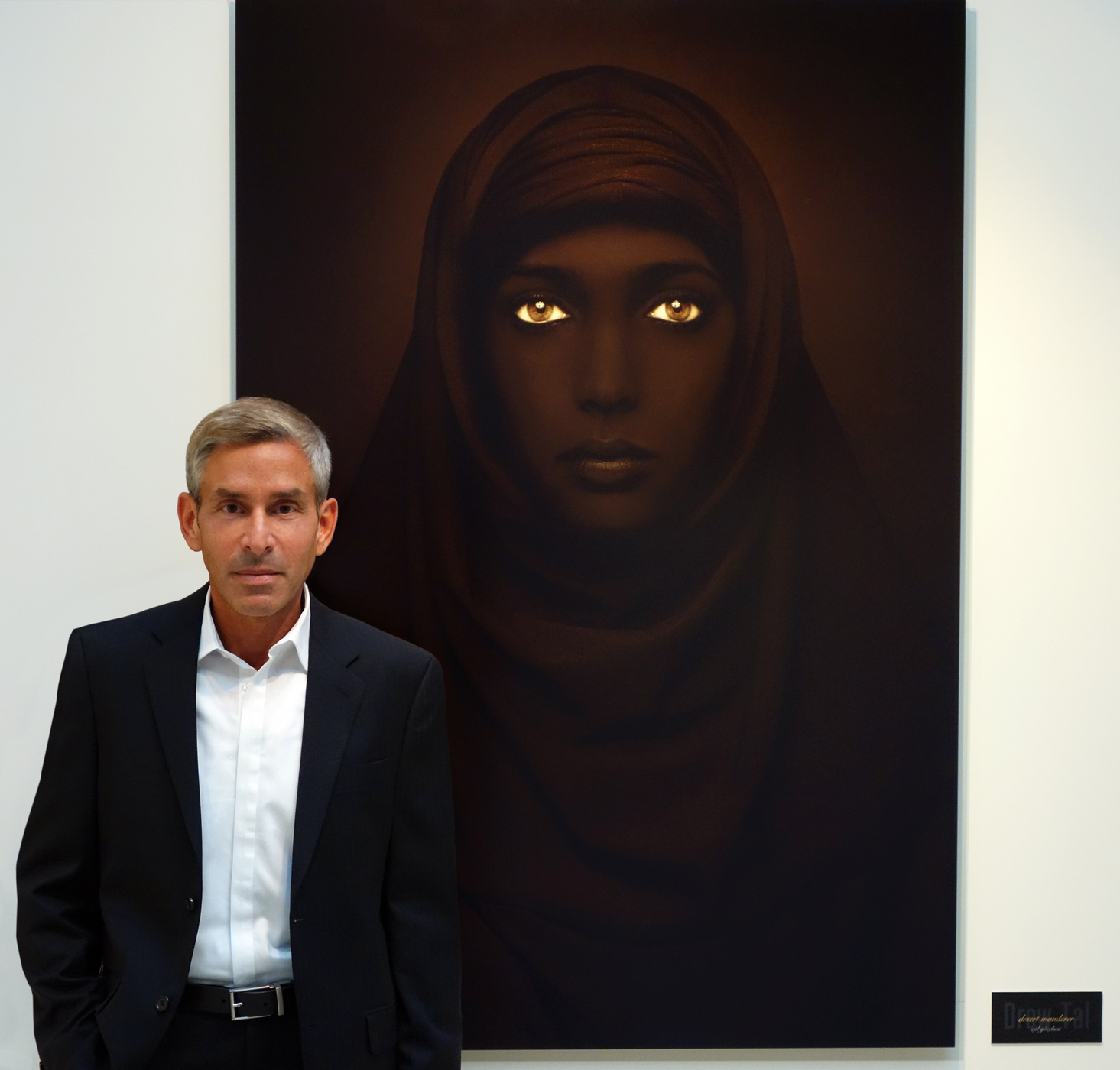
Tal esibendo il suo lavoro intitolato "Desert Wanderer" presso il Museo Rezan Has a Istanbul Turchia per la Biennale di Istanbul
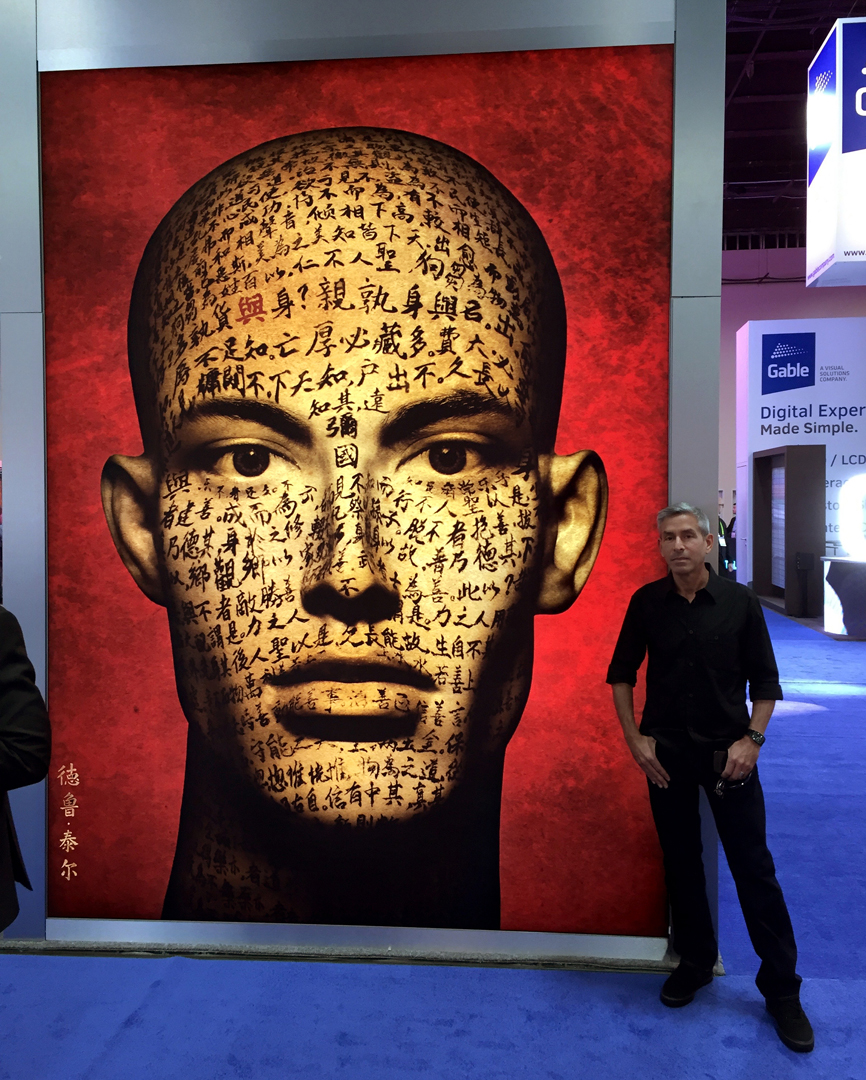
Tal esibendo il suo lavoro intitolato "FaceBook of Tao" alla convenzione GlobalShop 2016 a Las Vegas
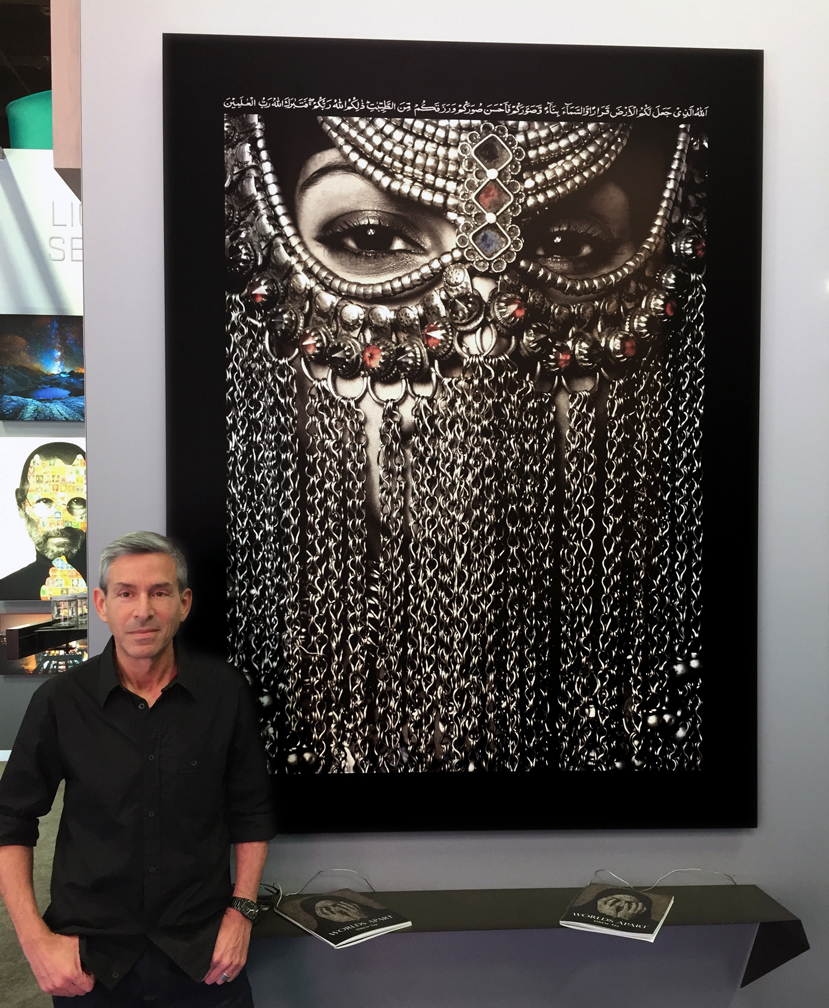
Tal esibendo il suo lavoro intitolato "Silence" alla convenzione GlobalShop 2016 a Las Vegas